# Heinrich Füger
Heinrich Friedrich Füger (Heilbronn, 8. prosinca 1751. – Beč, 5. studenog 1818.) bio je njemački portretni i povijesni slikar.

## Životopis
Füger je bio učenik Nicolasa Guibala u Stuttgartu i Adama Friedricha Oesera u Leipzigu. Poslije toga otputovao je u Rim i Napulj, gdje je proveo vrijeme slikajući freske u Palazzo Caserta. Na svojem povratku u Beč bio je postavljen za dvorskog slikara, profesora i vicedirektora Akademije, a 1806. za direktora carske galerije slika i dvorskog kapetana u dvorcu Belvedere.
Među njegovim povijesnim slikama jesu: Koriolanov pozdrav (Galerija Czernin, Beč), Alegorija Bečkog mira (1801.), Germanikova smrt (1789.), Ubojstvo Cezara i Bathsheba (Budimpeštanska galerija). Među njegovim se portretima nalaze car Josip II., velika vojvotkinja Elisabeth Wilhelmine von Württemberg, kraljica Karolina Napuljska, i Horatio Nelson, koji mu je pozirao u Beču 1800. (Nacionalna galerija portreta, London). U klasičnom je stilu naslikao Louisa Davida i Antona Raphaela Mengsa te je bio sklon teatralnosti.
Füger je bio i učitelj, a među njegovim su učenicima bili Gustav Philipp Zwinger i Franciszek Ksawery Lampi.

## Djela
- Fürst Nikolai Jussupow (Sankt-Peterburg, Ermitaž), 1783., ulje na platnu, 112 × 87 cm,[4]
- Marie Thérèse de Bourbon (St. Petersburg, Ermitaž), 1783., ulje na platnu, 110,5 × 88,5 cm
- Elisabeth Wilhelmine von Württemberg (Bečki muzej), 1788., akvarel na bjelokosti
- Der Klaviervirtuose Gottlieb Christian Füger, der Bruder des Künstlers (Beč, Austrijska galerija Belvedere), 1788/89., ulje na platnu
- Marie Louise, Kaiserin von Österreich (Washington, D.C., Metropolitanski umjetnički muzej), 1790., akvarel na bjelokosti, 3,1 × 2,2 cm,[5]
- Antiochus und Stratonike (Stuttgart, Državna galerija), 1790., 80 × 97 cm
- Selbstbildnis (Kiel, Umjetnička dvorana), 1790., ulje na platnu, 109,5 x 87 cm
- Tod der Dido (St. Petersburg, Ermitaž), 1792., ulje na platnu, 154 × 220 cm
- Johann Nepomuk Hunczovsky (Bečki muzej, inv. br. 56.419), 1794., ulje na platnu, 96 × 74 cm
- Heinrich Füger, der Sohn des Künstlers, im Alter von 4 Jahren (Beč, Akademija lijepih umjetnosti, inv. br. 1022), 1796., ulje na platnu, 110 × 89 cm
- Die Schauspielerin Josefa Hortensia Füger, die Frau des Künstlers (Beč, Austrijska galerija Belvedere), 1797., ulje na platnu
- Franz Joseph Graf Saurau (Beč, Austrijska galerija Belvedere), 1797., ulje na platnu, 69 × 55 cm
- Apotheose des Erzherzogs Carl: Rudolf von Habsburg bekränzt den Erzherzog als Retter Deutschlands (Beč, Muzej vojne povijesti), 1800., ulje na platnu
- János Batsányi (Budimpešta, Magyar Nemzeti Múzeum), 1808., ulje na platnu, 68 × 51 cm
- Hinrichtung einer Vestalin (St. Petersburg, Ermitage), 1790. – 1815., ulje na platnu, 53,5 × 95,5 cm
- Selbstporträt (Stuttgart, Državna galerija), 1810., 51 × 41 cm
- Prometheus bringt der Menschheit das Feuer (Beč, Liechtenstein Museum), 1817., ulje na platnu, 221 × 156 cm,[6]
- Die Ermordung Caesars (Bečki muzej), ulje na platnu
- Der Tod des Germanicus (Beč, Akademija lijepih umjetnosti, inv. br. 170)
- Selbstporträt (Beč, Akademija lijepih umjetnosti, inv. br. 1026)
- Der Tod der Virginia (Beč, Akademija lijepih umjetnosti, inv. br. 1023)
- Bildnis des Franz Zauner (Beč, Akademija lijepih umjetnosti, inv. br. 1072)